# Salem al-Alawi
Salem Al-Alawi (né le 21 août 1972 en Arabie saoudite) est un footballeur international saoudien, qui évoluait au poste de milieu de terrain.

## Biographie

### Carrière de sélection
Avec l'équipe d'Arabie saoudite, il a disputé deux matchs (pour aucun but inscrit) en 1992, et fut notamment dans le groupe des 23 lors de la Coupe d'Asie des nations de 1992.
Il a également disputé la Coupe des confédérations de 1992.